# Plateau de Bié
Pour l’article ayant un titre homophone, voir Bié (homonymie).
 (juin 2019).
Si vous disposez d'ouvrages ou d'articles de référence ou si vous connaissez des sites web de qualité traitant du thème abordé ici, merci de compléter l'article en donnant les références utiles à sa vérifiabilité et en les liant à la section « Notes et références ».
Le plateau de Bié (ou plateau de Bihé) est un plateau occupant la partie centrale de l'Angola. Son altitude varie entre 1 520 et 1 830 mètres.

## Histoire
Le premier Européen à l'explorer est le commerçant portugais António Francisco da Silva Porto.

## Description
Plusieurs cours d'eau importants prennent leur source de ce plateau, comme le Kunene, le Kwanza et le Kwango. Son climat est froid et il pleut suffisamment pour la culture du café, du maïs, du riz, du sisal, de la canne à sucre et de l'arachide. Les précipitations sont supérieures dans les parties plus élevées et déclinent progressivement vers l'intérieur. Près de la moitié de la population rurale de l'Angola réside sur ce plateau. Le chemin de fer de Benguela relie le plateau à l'océan Atlantique. Les principales villes sont Huambo et Kuito.